# 五月雨江
五月雨江（さみだれごう）は、鎌倉時代に作られたとされる日本刀（打刀）である。日本の重要文化財に指定されており、愛知県名古屋市にある徳川美術館が所蔵している。五月雨郷とも呼ばれる。

## 概要

### 刀工・郷義弘について
南北朝時代の刀工・郷義弘により作られた刀である。郷義弘は、通説では越中国新川郡松倉郷（富山県魚津市）に住んでいたことから、郷、もしくは読み替えて同音の江と称されるという。一説には、義弘の本姓が大江氏であるため、1字取って江の字を用いて、転じて郷の字を使用したともいう。義弘は相州正宗の流れを汲む正宗十哲の一人とされ、師匠である正宗に劣らず地刃ともに明るく冴える作品が多く評価が高い刀工であるが、一方で義弘による在銘の刀は皆無であり、本阿弥家が義弘の刀と極めたものか伝承により義弘の刀と言われているもの以外、滅多に義弘の刀を見ないことをもじって「郷とお化けは見たことがない」ともいわれる。

### 名前の由来
五月雨江の名前の由来は断定はされておらず郷義弘の作と極められたのが五月雨の季節だったという説もあるが、有力説としては刃文が五月雨の日のように霧がかって見えることから名付けられたという説がある。ある日、江戸城大広間で本作が手入れされた際に、手入れに立ち会っていた幕府老中たち（一説には徳川秀忠）が曇って見える本作の刃文を見て、「五月雨江とはよく名付けたものよ」と感心した逸話も遺されている。しかし、実は曇って見える刃文は、本阿弥光悦の孫である本阿弥光甫（こうほ）が錆びないようにと手入れ用の油を鞘の中まで引いていたためと言われており、現在まで残る本作の刃文も光甫が油を引きすぎたため出来たものと言われている。
本作はこれまで名が知られておらず由来も不明であった。当初本阿弥光啄（こうたく）に見いだされた際には、越中に移住し活躍していた大和鍛冶の一派であり、一般的には傑作が少ないとされる越中宇多物と見られていた。当初は刃肉が丸く見分が難しかったが、本阿弥家分家3代目当主にて研磨の名手といわれていた本阿弥光瑳（こうさ）が研ぎなおしたところ刃文が生まれ変わったように変わり、本家10代目当主である本阿弥光室（こうしつ）によって郷義弘の作であると極められた。

### 黒田長政から徳川将軍家へ
光室によって郷義弘の作であると極められた後には、福岡藩初代藩主である黒田長政が買い求めた。1623年（元和9年）3月20日に長政が死去した際には、長政の遺品として徳川二代将軍である徳川秀忠に献上される。1629年（寛永6年）4月23日、のちに加賀藩三代藩主となる前田光高が元服した際に、秀忠より光高へ下賜される。1633年（寛永10年）2月5日、徳川三代将軍家光の養女である阿智姫が光高のもとへ輿入れした際に、父である前田利常（別説では光高）によって行平の太刀、八幡正宗の脇差とともに本作が家光へ献上される。なお、輿入れに際して徳川将軍家からは信濃藤四郎と太郎作正宗が光高へ下賜されたとされている。

### 結納祝いとして尾張徳川家へ
1639年（寛永16年）9月21日に尾張徳川家二代藩主である徳川光友と家光の娘である千代姫が入輿（じゅよ、身分の高い人が嫁入りすること）した際、同月28日には家光より婿引出物として光友へ本作と併せて後藤藤四郎（国宝指定）が下賜される。なお、その頃には五千貫の代付けがされていた。
1667年（寛文7年）9月26日、光友の嫡男である綱誠が中納言広幡忠幸の娘と結婚した際、江戸市谷にあった尾張藩上屋敷で祝言を挙げる際に光友から綱誠へ譲られた。また、1699年（元禄12年）6月5日に綱誠が死去したことに伴って、7月25日に綱誠の子である吉通より綱誠の遺品として徳川5代将軍である綱吉へ献上される。

### 徳川将軍家から再び尾張徳川家へ
その後も徳川将軍家に伝来し、徳川8代将軍吉宗が本阿弥家に命じて編纂させた名刀の目録である『享保名物帳』が成立した頃には金二百五十枚の代付けがされるようになる。1939年（昭和14年）5月27日付で徳川家達公爵名義にて国宝保存法に基づく旧国宝（現在の重要文化財）に指定される。1944年（昭和19年）3月には、徳川家正公爵から尾張徳川家伝来の家宝を展示する徳川美術館へ、同家ゆかりの品として本作が寄贈され、美術館はその謝礼として5万円を家正へ贈った。

## 作風

### 刀身
刃長（はちょう、切先と棟区の直線距離）は71.8センチメートル、反り（切先・棟区を結ぶ直線から棟に下ろした垂線の最長のもの）は1.5センチメートル、元幅（もとはば、刃から棟まで直線の長さ）は2.9センチメートル。刃文（はもん）は、のたれに小乱れ交じり、刃縁が細かく沸て匂い深く、足が盛んに入る。
鍛えは、小板目（板材の表面ような模様）が詰んでおり杢（もく、板材の年輪部分のような同心円状の模様のこと）が交じり、地沸（じにえ、地肌や刃部の境目にある銀砂をまいたように細かくきらきらと輝いているもの）つき地景（ちけい、地鉄の中に鋼の粒子が黒光りして線状に見えるもの）が入る。茎（なかご、柄に収まる手に持つ部分）は大磨上（おおすりあげ、元々長大な太刀だったものの茎を切り縮めて刀身を短くすること）であり目釘穴は二つ、茎尻は一文字に切る（直線になっている）。

### 外装
本作には元々拵（こしらえ）が付いており、小柄（こづか、刀に付属する小刀）、笄（こうがい、結髪用具）、目貫（めぬき、目釘穴を隠すための装飾品）など後藤宗乗が作成した三所物（みところもの）が付属していた。この宗乗作の三所物も、1699年（元禄12年）に死去した綱誠の遺品として五月雨江に添えて綱吉へ献上されたものであり、以降も徳川将軍家へ伝来していた。現在は個人所蔵となっている。